# Теодора Смилец
Теодора Смилец је била бугарска принцеза и краљица Србије, као прва супруга српског краља Стефана Уроша III Дечанског. Њена владавина трајала је од јануара до октобра 1322. године. Теодора је била мајка првог српског цара, Душана Силног. Теодора је била ћерка бугарског цара Смилеца (1292–1298) и Смилецине. Удала се за Стефана Дечанског почетком 14. века. Живела је у Зети од 1306. до 1314. године, након чега њена судбина није позната. Поред Душана, родила је Стефану и другог сина, Душмана, који је умро пре 1321. године у Цариграду.

## Биографија

### Порекло
Теодора је била кћи бугарског цара Смилеца (1292-1298). Мајка јој је била Смилецина, ћерка византијског севастократора Константина Палеолога, полубрата Михаила VIII, те је тако преко деде Теодора била повезана са династијом Палеолога. Имала је сестру Марину Смилец, која се удала за бугарског племића Алдимира. Теодорин брат, Јован II Бугарски накратко је обављао функцију бугарског цара крајем 13. века.

### Име
Архиепископ Данило приповеда причу о женидби Стефана за Смилецину ћерку, не наводећи њено име. Оно је познато историјској науци тек од краја 19. века. Наиме, Стојан Новаковић је 1894. године објавио даровницу цара Душана манастиру Светог Стефана, гробници своје мајке, из 1346. године. Са тог натписа сазнајемо да се принцеза звала Теодора и да је умрла до 1346. године. Стога се мора одбацити мишљење Радослава Грујића да је Теодора живела до 1355. године и да се након Стефанове женидбе за Марију Палеолог она поново удавала.

### Теодора и Бугарска крајем 13. века
Брак сина српског краља Милутина, Стефана Дечанског, и Теодоре Смилец помиње архиепископ Данило у Милутиновом житију. Житије Стефана Дечанског, писано од стране Даниловог ученика, отпочиње годином Стефановог повратка из заробљеништва у Цариграду и не описује догађаје с почетка 14. века. Заузећем државе Дрмана и Куделина и победом над видинским кнезом Шишманом, Милутин је изазвао реакцију кана Ногаја, који је планирао оружани поход на Србију. Милутин је затражио преговоре, који су окончани склапањем мировног споразума. Једна од одредби била је и та да српски краљ да свог сина као таоца. У историографији је раније преовладавало мишљење да је брак Теодоре и Стефана закључен убрзо по повратку Стефана из Ногајевог заробљеништва (око 1298. године), односно током његовог проласка кроз Бугарску. Користећи се ратом Ногаја и Токтаја, Стефан се успео ослободити тамновања. Краљ Милутин је у то време био у преговорима са Византијом поводом женидбе са царевом сестром Евдокијом.
Мишљењу да је брак Теодоре и Стефана закључен тада противи се неколико чињеница: Милутин није био у добрим односима са Смилецом, Теодориним оцем. Такође, Теодор Метохит у својој "Посланици" сведочи да је Смилецина, приликом преговора Милутина и Византије, нудила српском краљу брак како би га одвратила од споразума са Михаилом VIII. То не би било могуће да је Стефан био ожењен ћерком бугарске царице. Бугарска је у то време била слаба; раздирана ратом међу бољарима, у коме су Смилецина и брат Георгија Тертера, Алдимир, контролисали само део земље. Милутину у том тренутку ништа није доносио политички брак његовог сина са Теодором. Дакле, мишљење да је брак Теодоре и Стефана закључен крајем 13. века треба одбацити.

### Година удаје Теодоре за Стефана Дечанског
Прилике у Србији могу помоћи у стварању хронолошких оквира у којима је дошло до склапања брака. Наиме, након женидбе Милутина и Симониде (1299) и промене Милутиновог спољнополитичког курса, у Србији избија грађански рат. Орођавањем са Палеолозима Милутин је имао за циљ одбацивање Дежевског споразума по коме је рашки престо након његове смрти требало да наследи Драгутинов син Владислав. Грађански рат у Србији трајаће до 1311/12. године и завршиће се компромисом, чији су детаљи недовољно познати. Током грађанског рата Милутин је Стефана сматрао својим наследником. У те сврхе поставио га је за управника Зете одстранивши своју мајку Јелену Анжујску.
У Бугарској 1300. године долази на власт Теодор Светослав, син Георгија Тертера. Смилецина и Алдимир неко време се одржавају у Кранској области, након чега Алдимир вероватно гине у борби за власт, док се Смилецина са породицом склања у Цариград. Свакако је са њом побегла и Теодора. Архиепископ Данило пише о Стефановој женидби и његовом доласку у Зету као о временски блиским догађајима. Како се из Милутинове Ратачке повеље зна да је Стефан дошао на чело Зете марта 1306. године, брак са Теодором закључен је непосредно пре тога. Будући да је Теодора била у сродству са Палеолозима, византијском царском династијом, Синиша Мишић гледа у овом догађају још један корак ка Милутиновом постепеном одбацивању Дежевског споразума.

### Брачни живот
О браку Теодоре и Стефана готово се ништа не зна. Живела је са мужем у Зети до 1314. године, када је Стефан протеран у Цариград. Тамо му је, између 1306. и 1314. године родила два сина: Душмана и Душана. Српски летописци смештају рођење Душаново у 1312. годину, док Нићифор Григора пише да је Душан 1331. године имао 22. године, тј. да је рођен око 1309. године. Прича о побуни Стефана Дечанског интерполирана је у Милутиново житије, и потиче из каснијих времена. По њој, са Стефаном су у Цариград послати и Душан и Душиц (односно Душман), док се о Теодориној судбини ништа не зна. Григорије Цамблак пише да је Стефан на двору био осамљен, те је можда Теодора задржана у Србији.
Стефан се 1321. године враћа са сином Душаном у Србију.

### Развод
По доласку на власт Стефан Дечански се развео од Теодоре и оженио Маријом Палеолог, ћерком византијског панхиперсеваста Јована Палеолога, односно синовицом тадашњег цара Андроника II. Стефану је Марија родила троје деце, Симеона Синишу, Јелену и Теодору. Брак Теодоре и Стефана морао је бити раскинут пре Стефанове женидбе са Маријом. Андроник је септембра 1324. године у једном ватопедском акту назвао Стефана својим зетом, из чега је Мирјана Живојиновић сматрала да је брак закључен већ тада. Међутим, спомињање сродства у византијским актима није увек значило да је брак заиста закључен, већ само да су покренути преговори о његовом закључењу. Како Нићифор Григора смешта склапање овог брака у 1326. годину, вероватно је да је брак закључен управо те године.
Стефан је 1323. године преговарао са Филипом Тарентским о браку са његовом ћерком, из чега су доношени закључци да је Теодора умрла до тада. Историјски извори не дају потврду таквим тврдњама. Тачна година смрти Теодоре није позната. Сахрањена је у манастиру Светог Стефана у Бањској.
Према једном новинском чланку, Теодорин саркофаг је пронађен негде између два светска рата - након подизања поклопца се указала очувана хаљина, која се под утицајем ваздуха претворила у прах, заједно с телом.

### Значај
Теодора је била мајка најзначајнијег српског средњовековног владара и првог српског цара. Међутим, она у историјским изворима није оставила много трагова, као ни њена наследница Марија ни Милутинова супруга Симонида, мада су све три припадале византијског царској породици Палеолога. Разлог је у томе што Теодора током брака са Стефаном није играла никакву значајну политичку улогу. Српски родослови не помињу Душанову мајку, иако је оставила мушко потомство. Њен лик није осликан ни на једној фресци, те њен изглед данас није познат.

## Потомство
Стефан и Теодора имали су двојицу синова: 
- Душман Немањић († пре 1321), умро у Цариграду, на начин који није познат. Гијом Адам пише да га је убио лично Стефан Дечански, пошто је овај открио да му отац није слеп[15]. Таква прича се, међутим, мора узети са резервом, због пристрасности која карактерише "Упутство" Гијома Адама[16].
- Душан Немањић (око 1309. - 20. децембар 1355), српски млади краљ (1322-1331), краљ (1331-1346) и цар (1346-1355).

### Породично стабло
|  |                                                |  |  |  |  |  |  |  |  |  |  |  |  |  |  |  |
|  | 2. Смилец                                      |  |  |  |  |  |  |  |  |  |  |  |  |  |  |  |
|  |                                                |  |  |  |  |  |  |  |  |  |  |  |  |  |  |  |
|  |                                                |  |  |  |  |  |  |  |  |  |  |  |  |  |  |  |
|  | 1. Теодора Смилец                              |  |  |  |  |  |  |  |  |  |  |  |  |  |  |  |
|  |                                                |  |  |  |  |  |  |  |  |  |  |  |  |  |  |  |
|  |                                                |  |  |  |  |  |  |  |  |  |  |  |  |  |  |  |
|  | 24. Алексије Палеолог (мегадукс)               |  |  |  |  |  |  |  |  |  |  |  |  |  |  |  |
|  |                                                |  |  |  |  |  |  |  |  |  |  |  |  |  |  |  |
|  |                                                |  |  |  |  |  |  |  |  |  |  |  |  |  |  |  |
|  | 12. Андроник Палеолог (мегадоместик)           |  |  |  |  |  |  |  |  |  |  |  |  |  |  |  |
|  |                                                |  |  |  |  |  |  |  |  |  |  |  |  |  |  |  |
|  |                                                |  |  |  |  |  |  |  |  |  |  |  |  |  |  |  |
|  | 25. Ирина Комнина                              |  |  |  |  |  |  |  |  |  |  |  |  |  |  |  |
|  |                                                |  |  |  |  |  |  |  |  |  |  |  |  |  |  |  |
|  |                                                |  |  |  |  |  |  |  |  |  |  |  |  |  |  |  |
|  | 6. Константин Палеолог (полубрат Михаила VIII) |  |  |  |  |  |  |  |  |  |  |  |  |  |  |  |
|  |                                                |  |  |  |  |  |  |  |  |  |  |  |  |  |  |  |
|  |                                                |  |  |  |  |  |  |  |  |  |  |  |  |  |  |  |
|  | 3. Смилецина                                   |  |  |  |  |  |  |  |  |  |  |  |  |  |  |  |
|  |                                                |  |  |  |  |  |  |  |  |  |  |  |  |  |  |  |
|  |                                                |  |  |  |  |  |  |  |  |  |  |  |  |  |  |  |
|  | 7. Ирина Комнина Ласкарина Бранаина            |  |  |  |  |  |  |  |  |  |  |  |  |  |  |  |
|  |                                                |  |  |  |  |  |  |  |  |  |  |  |  |  |  |  |
|  |                                                |  |  |  |  |  |  |  |  |  |  |  |  |  |  |  |